# Ola Mafaalani

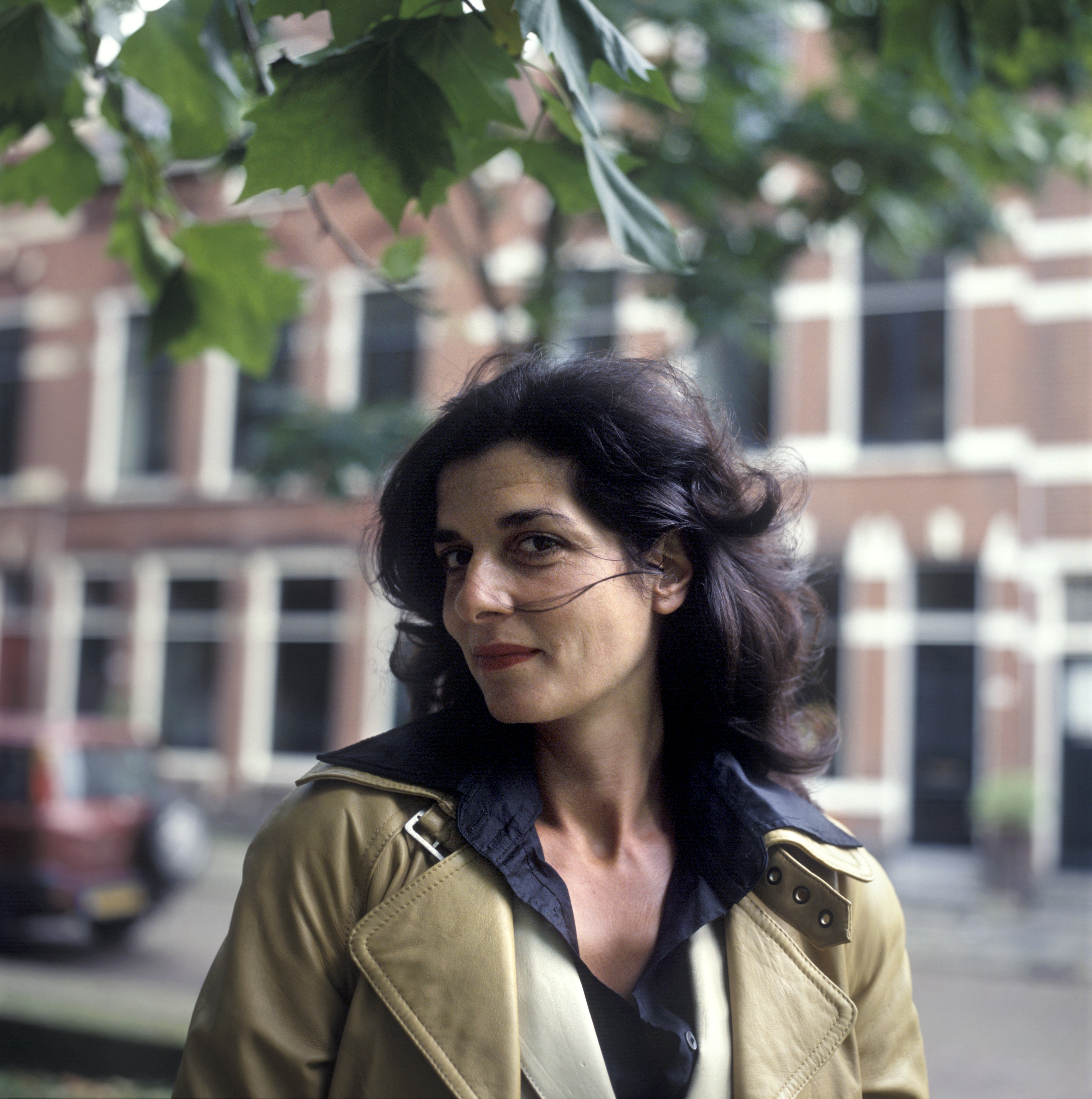
Ola Mafaalani

Ola Mafaalani (Syrië, 1968) is toneel- en operaregisseur in binnen- en buitenland. Tot mei 2024 was zij samen met Adelheid Roosen artistiek leider van Female Economy. Van 2009 t/m 2016 was Mafaalani directeur van het Noord Nederlands Toneel. Mafaalani groeide op in Duitsland en vestigde zich in 1992 in Nederland. Ze studeerde Film- en Televisiewetenschap, Germanistiek, Anglistiek en Politicologie in Bochum en Theaterwetenschap aan de Universiteit van Amsterdam.

## Artistieke loopbaan
Mafaalani begon haar carrière bij het Grand Theatre in Groningen (Harige Machines, 1995). Daarna volgden regies in Brussel bij de Koninklijke Vlaamse Schouwburg (Macbeth), Kölner Schauspielhaus (Othello) en American Repertory Theatre Boston/Cambridge (Wings of Desire van Wim Wenders en Peter Handke). In 2002 werd ze huisregisseur bij Toneelgroep Amsterdam waar zij naast Hemel boven Berlijn twee Shakespeares maakte: Koopman van Venetië en Romeo en Julia. Van 1 januari 2009 tot december 2016 is Ola Mafaalani directeur van het Noord Nederlands Toneel in Groningen.
Vanaf juni 2017 is Mafaalani lid van de Akademie van Kunsten. Ola Mafaalani is sinds 2020 duo artistiek leiding met Adelheid Roosen van theaterroedel Female Economy.
Ola Mafaalani maakt voor grote theaters in binnen- en buitenland rijk erkende toneelproducties, die gekenmerkt worden door een altijd inherente reflectie op maatschappelijke en politieke vraagstukken in de huidige samenleving. Ze schuwt het experiment niet en put kracht uit een kritische kijk op het 'nu' en op het eigen kunstenaarschap en het veld eromheen.
Met een team van multidisciplinaire kunstenaars bouwt ze aan een ‘gesamtkunstwerk’ dat veelvuldig dans, beeldende kunst, happenings, opera, circus en onconventionele publieksparticipatie bevat. Ola is bekend geworden door eigenzinnige bewerkingen van grote klassieke titels, altijd doordrenkt met passie en politiek bewustzijn. Als artistiek leider van het Noord Nederlands Toneel (2009-2016) maakte ze de tijdelijke kroon op haar werk theatermarathon Borgen (2016), gebaseerd op de gelijknamige Deense tv-serie. Ze stak de hand uit naar nieuwe bezoekers, want de helft van het publiek bezocht het theater voor het eerst. Na haar vertrek uit Groningen maakte ze Les enfants du Paradis (2018) met het Berliner Ensemble, gebaseerd op het magnum opus van Marcel Carné. Ook regisseerde ze opera's als The Seven Deadly Sins van Kurt Weill bij De Nationale Opera en A Midsummer Night's Dream van Benjamin Britten bij Opera Zuid.
In haar geroemde 'Staat van het theater' haalde Mafaalani in 2015 uit naar de Nederlandse theaterwereld en vroeg aandacht voor de vluchtelingen in Europa.
In 2016 ontving ze de prestigieuze Prosceniumprijs voor haar pionierswerk dat het leven zelf in het theater en kunst in de samenleving brengt. “In haar brutale bewerkingen […] zet ze de kijker aan het denken over essentiële maatschappelijke vragen, van politiek en filosofisch tot persoonlijk.”  Juryrapport Prosceniumprijs (2016).
Daarnaast is zij lid van de Academie van Beeldende Kunsten van de KNAW. Mafaalani is geboren in Syrië en opgegroeid in Duitsland, maar woont inmiddels al tientallen jaren in Nederland.

## Mafaalani bij Female Economy
Ola Mafaalani is sinds 2020 duo artistiek leiding met Adelheid Roosen van theaterroedel Female Economy. Female Economy is een gezelschap dat samen met niet-kunstenaars en hun verhalen hoogwaardige kunstprojecten maakt. Het is gericht op het overbruggen van verschillen in etniciteit, kleur, leeftijd, status, etc. Al het werk staat in het teken van de verbinding met de Ander.

## Mafaalani bij het Noord Nederlands Toneel
Mafaalani opende bij het NNT met een versie van Euripides' Medea. Naast Medea regisseerde Mafaalani bij het NNT La divina Commedia van Dante Aligieri, Elf Minuten van Paulo Coelho, Teresias, Hamlet van Wiliam Shakespeare, Fellini een voorstelling over het leven en werk van de cineast Federico Fellini, De Laatkomer van Dimitri Verhulst en bracht zij met de theaterhit Borgen als eerste theatermaker wereldwijd het populaire fenomeen binge-watching naar het theater. Naast grote zaalproducties hecht Mafaalani ook veel waarde aan het maken van zeer intieme, kleinschalige voorstellingen zoals Mama en Mijn Ede van Rik van de Bos. Haar werk bij het NNT werd bekroond met een nominatie voor de Gansfort Cultuurprijs en de Prosenicumprijs, voor haar wezenlijke bijdrage aan het toneelklimaat. Ook volgden diverse nominaties voor het Theaterfestival.
Met haar voorstellingen wil Mafaalani de tijd twee uur stilzetten om stil te staan bij de wezenlijkste vragen van ons bestaan: wat doe je hier op deze planeet en wat heb je veranderd als je ervan afgaat. Mafaalani introduceerde de term 'social engineering' van Noam Chomsky: het in kleine stapjes sleutelen aan het bewustzijn van het publiek. Ze bracht daarbij de maatschappij in het theater en het theater in de maatschappij. Om haar thema's waarachtig te maken, ging zij onder andere te rade bij prostituees, geestelijk zieken, miljonairs, politici, blinde mensen, wetenschappers en vluchtelingen, met als rode draad het verhaal van één mens als het verhaal van de mensheid.

## Prijzen
- 2000: Erik Vos prijs
- 2015: Nominatie Wessel Gansfort Cultuurprijs
- 2016: Prosceniumprijs. Ola Mafaalani was the youngest artist in the Netherlands who received an award for her oeuvre, the 'proscenium price': 'for her groundbreaking work that brings live itself into theatre and art into society'.
- 2015: Nominatie Gansfort Cultuurprijs.
- 2023: Cultuurfonds Prijs[4]

## Werken
- 2023 + 2022: WOMEN IN BATH (Female Economy). Women in Bath is a safe space where women rekindle their feminine fire. In a series of five sessions, a group of 40 women undergo a transformative theatrical journey guided by theatre performers: Adelheid Roosen, Anna Drijver, Nazmiye Oral, Naomi van der Linden.
- 2022: Mama (Female Economy, reprise). A suitcase performance against child abuse. Performance for professionals at social service and for politicians.
- 2022: A Midsummer Night's Dream (Opera Zuid). Benjamin Brittens magical opera A Midsummer Night’s Dream, after Shakespeare’s romantic comedy. Director Ola Mafaalani discovers the sensuality in this score and pulls all the stops; a feast for the five senses.
- 2021: Taste (Taste Productions, Dragan Bakema). An evening for the senses of each sincere visitor. Supported by three live musicians, brilliant three-star chef Jonathan Kelvin.
- 2018: Les Enfants du paradis / Children of Paradise (Berliner Ensemble)
- 2017: Royal Netherlands Academy of Arts and Sciences. She was appointed in January a member of the Royal Netherlands Academy of Arts and Sciences (KNAW). As one of 46 people.
- 2016: Borgen (NNT). An adaptation of the Danish hitserie Borgen.
- 2016: Ola's Borgen. TV Documentary about Ola Mafaalani. (zie externe links).
- 2016: Fellini (NNT, reprise).
- 2015: Staat van het theater/state of the theatre (Nederlands Theater Festival). Opens the theatre festival in the main theatre of Amsterdam with hundred refugees.
- 2015: Mijn Tweede (NNT). A solo with Marcel Hensema.
- 2014: De Laatkomer (NNT). Theatre adaptation of Dimitri Verhulst book 'De laatkomer'.
- 2013: Fellini (NNT). A performance about live and work of the maestro. Netherlands Theatrefestival 2014 (selection). Kontakt Festival 2014 Torun, Polen (selection).
- 2013 Mama (NNT).
- 2013-2016: Mijn Ede (NNT). About Ede Staal. The legend of North of Holland. A solo with Marcel Hensema. Played in every village and in Carré Amsterdam. Became a hit.
- 2012: Misdaad en Straf/Crime and punishment, Dostojevski (NNT).
- 2011: Hamlet, Shakespeare (NNT).
- 2010: Tereisias (NNT).
- 2009: Medea, Euripides. invited to Winterthur, Switzerland.
- 2009: La Divina Commedia, Dante (NNT).
- 2009: Elf Minuten (eleven minutes), Paulo Coelho (NNT). Netherlands Theatrefestival 2010 (selection).
- 2008: Frankenstein, Shelley (d’Electrique).
- 2006: Himmel über Berlin/Wings of Desire, Wim Wenders, Peter Handke. coproduction Toneelgroep Amsterdam (now International Theatre Amsterdam) and American Repertory Theatre, Boston, Cambridge, MA. Two versions with different emphasis, both bilingual (English and Dutch).
- 2005: A Clockwork Orange, Anthony Burgess (d’Electrique & Multi-punkband The Ex).
- 2005: VPRO television The day of civilisation. VPRO TV day about civilisation based on the ideas of Norbert Elias.
- 2005: Extase. Suver Nuver.
- 2004: Romeo en Juliet, William Shakespeare. Actors are pitched against Argentinian tango dancers at Toneelgroep Amsterdam (now International Theatre Amsterdam).
- 2004: Othello, William Shakespeare. invited to Winterthur, Switzerland.
- 2004: People in Shit Hotels, Renée Polesch. On location in the Hotel American in Amsterdam’s Leidseplein, as part of the Transition Festival.
- 2003: Le Bal, based on a senario by Ettore Scola at Schauspielhaus Köln, Germany.
- 2002: A well fucked up play. Festival De Parade.
- 2002: Othello, William Shakespeare at Schauspielhaus Köln, Germany stayed 2 years in the repertoire.
- 2002: The Merchant of Venice (De Koopman van Venetië) , William Shakespeare at Toneelgroep Amsterdam (now International Theatre Amsterdam).
- 2001: Macbeth, William Shakespeare at Koninklijke Vlaamse Schouwburg (KVS), Brussels, Belgium. Netherlands Theatrefestival 2001 (selection).
- 2000: Ajax, Sophokles. Mafaalani's first large scale theatre production coproduction Theater aan het Spui & productiehuis Fact.
- 1999: The Sorry Saint. about life and work of outsider artist Henry Darger. at Fact Rotterdam.
- 1999-2000: Ten Liefde/To love, Ko van den Bosch. A modern version of Shakespeare's "Romeo and Juliet" became a theatre hit. at theatre Bellevue
- 1999: Reservoir Dogs, Quentin Tarantino. At theatreschool Maastricht. Theatre festival Maubeuge 2001, France (selection).
- 1998: Key West/Westkaai, B.M. Koltes. At Fact, a site-specific project in Rotterdam. Small stage productions.
- 1998: Schwitters material. Combines the poem 'The Onion' with "Ursonate" by Kurt Schwitters. At Nes-Theaters Amsterdam.
- 1998: Mama Courage. Inspired by Bertold Brecht play Mother Courage.
- 1997: A Battleoper. Inspired by lyrics and music of Tom Waits. at Grand Theatre Groningen Noorderzon festival.
- 1996: Leersmoel, Helmut Krausser. At Grand Theatre Groningen.
- 1995-1997: Hairy Machines/Harige machines, S.I. Witkiewicz. At Grand Theatre and later tour Germany and Poland.